# Barbara Krause
Barbara Krause (Berlijn, 7 juli 1959) is een voormalig Oost-Duits zwemmer.

## Biografie
Krause won haar eerste internationale titel in 1975 door het winnen van de wereldtitel op de 4x100m vrije slag.
Voor de spelen van 1976 wist Krause zich niet te plaatsen.
In 1978 werd zij wereldkampioene op de 100 meter vrije slag. 
Krause behaalde haar grootste successen tijdens de Olympische Zomerspelen van 1980 met het winnen van de 100 en 200 meter vrije slag en de 4x100m vrije slag estafette.

## Internationale toernooien
| Jaar | Olympische Spelen                                     | Wereldkampioenschappen zwemsporten                                        | Europese kampioenschappen zwemmen                                                           |
| ---- | ----------------------------------------------------- | ------------------------------------------------------------------------- | ------------------------------------------------------------------------------------------- |
| 1975 |                                                       | 5e 100m vrije slag · 4x100m vrije slag                                    |                                                                                             |
| 1976 | niet geplaatst                                        |                                                                           |                                                                                             |
| 1977 |                                                       |                                                                           | 100m vrije slag · 200m vrije slag · 400m vrije slag · 4x100m vrije slag · 4x100m wisselslag |
| 1978 |                                                       | 100m vrije slag · 200m vrije slag · 4x100m vrije slag · 4x100m wisselslag |                                                                                             |
| 1979 |                                                       |                                                                           |                                                                                             |
| 1980 | 100m vrije slag · 200m vrije slag · 4x100m vrije slag |                                                                           |                                                                                             |

1912: Fanny Durack ·
1920: Ethelda Bleibtrey ·
1924: Ethel Lackie ·
1928: Albina Osipowich ·
1932: Helene Madison ·
1936: Rie Mastenbroek ·
1948: Greta Andersen ·
1952: Katalin Szőke ·
1956: Dawn Fraser ·
1960: Dawn Fraser ·
1964: Dawn Fraser ·
1968: Jan Henne ·
1972: Sandra Neilson ·
1976: Kornelia Ender ·
1980: Barbara Krause ·
1984: Nancy Hogshead/Carrie Steinseifer ·
1988: Kristin Otto ·
1992: Zhuang Yong ·
1996: Le Jingyi ·
2000: Inge de Bruijn ·
2004: Jodie Henry ·
2008: Britta Steffen ·
2012: Ranomi Kromowidjojo ·
2016: Simone Manuel/Penelope Oleksiak ·
2020: Emma McKeon ·
2024: Sarah Sjöström
1968: Debbie Meyer ·
1972: Shane Gould ·
1976: Kornelia Ender ·
1980: Barbara Krause ·
1984: Mary Wayte ·
1988: Heike Friedrich ·
1992: Nicole Haislett ·
1996: Claudia Poll ·
2000: Susie O'Neill ·
2004: Camelia Potec ·
2008: Federica Pellegrini ·
2012: Allison Schmitt ·
2016: Katie Ledecky ·
2020: Ariarne Titmus ·
2024: Mollie O'Callaghan
1912: Moore, Fletcher, Speirs, Steer ·
1920: Woodbridge, Schroth, Guest, Bleibtrey ·
1924: Donnelly, Ederle, Lackie, Wehselau ·
1928: Lambert, Osipowich, Saville, Norelius ·
1932: Johns, Saville, McKim, Madison ·
1936: Selbach, Wagner, den Ouden, Mastenbroek ·
1948: Corridon, Kalama, Helser, Curtis ·
1952: I. Novák, Temes, É. Novák, Szőke ·
1956: Fraser, Leech, Morgan, Crapp ·
1960: Spillane, Stobs, Wood, von Saltza ·
1964: Stouder, de Varona, Watson, Ellis ·
1968: Barkman, Gustavson, Pedersen, Henne ·
1972: Babashoff, Barkman, Kemp, Neilson ·
1976: Peyton, Sterkel, Babashoff, Boglioli ·
1980: Krause, Metschuck, Diers, Hülsenbeck ·
1984: Johnson, Steinseifer, Torres, Hogshead ·
1988: Otto, Meißner, Hunger, Stellmach ·
1992: Haislett, Martino, Thompson, Torres ·
1996: Martino, Van Dyken, Fox, Thompson ·
2000: Van Dyken, Shealy, Thompson, Torres ·
2004: Mills, Lenton, Thomas, Henry ·
2008: Dekker, Kromowidjojo, Heemskerk, Veldhuis ·
2012: Coutts, C. Campbell, Elmslie, Schlanger ·
2016: McKeon, Elmslie, B. Campbell, C. Campbell ·
2020: B. Campbell, Harris, McKeon, C. Campbell ·
2024: O'Callaghan, Jack, McKeon, Harris